# Josep Casals i Siqués
Josep Casals i Siqués (Sant Joan de les Abadesses, 1830 - Lleida, 1882) fou un professor de cant i xantre de la catedral de Lleida. Es formà al Seminari de Vic i acabats els estudis eclesiàstics s'ordenà sacerdot (1853). Amplià estudis a la Universitat de València, on es llicencià en teologia (1858). Poc abans ja havia entrat a formar part de la plantilla de professors del Seminari de Vic: hi consta des de 1856. La seva activitat en aquesta institució durà quatre anys, fins 1862, dedicada bàsicament a l'ensenyament del cant litúrgic. Però, a més, va ser-hi mestre de col·legials i secretari. En 1862 el bisbe Marià Puigllat l'escollí per a secretari particular i se l'emportà a Lleida. A més de xantre d'aquella catedral va ser prior de la Congregació de la Sang i publicà Guía de religiosas, Camino de perfección (Montes, Lleida, 1876, amb diverses reimpressions) i El cielo abierto (1876).

## Publicacions
- Guía de religiosas, Camino de perfección (Montes, Lleida 1876, amb diverses reimpressions).
- El cielo abierto (1876).